# Ла-Ферте (аббатство)
Ла-Ферте́ (фр. La Ferté) — бывшее цистерцианское аббатство во Франции, один из пяти старейших и важнейших монастырей ордена, первый дочерний монастырь ордена. Основано в 1113 году настоятелем цистерцианцев святым Стефаном Хардингом. Ла-Ферте расположено на территории современного департамента Сона и Луара (Бургундия), в 12 км к югу от города Шалон-сюр-Сон.
Орден цистерцианцев был основан святым Робертом Молемским в 1098 год как орден строгого соблюдения устава святого Бенедикта. До 1113 года единственным монастырём цистерцианцев оставался Сито (фр. Cîteaux, лат. Cistercium), давший ордену название. Двумя событиями, способствовавшими стремительному росту ордена, стали назначение на пост настоятеля Сито деятельного Стефана Хардинга и вступление в ряды цистерцианцев святого Бернарда в 1112 году.
В 1113 году был основан Ла-Ферте, который стал первым дочерним монастырём ордена. Позднее монахи из Ла-Ферте основали пять дочерних монастырей во Франции и Италии. Написанная Стефаном Хардингом конституция ордена «Carta Caritatis» определяла особую роль пяти старейших цистерцианских монастырей (Сито, Ла-Ферте,  Понтиньи, Клерво и Моримон), чьи настоятели составляли коллегию, управлявшую делами ордена.
В XIII веке был построен основной массив монастырских зданий, который впоследствии неоднократно перестраивались. В XV веке аббатство было обнесено стеной. В 1570 году во время религиозных войн во Франции аббатство было осаждено, а потом штурмом взято гугенотскими войсками адмирала Колиньи. В огне погибла большая часть монастырских строений. В последующие годы настоятели монастыря были вынуждены распродать почти все монастырские земельные угодья для покрытия расходов на восстановление аббатства. Церковь аббатства была восстановлена в конце XVI века, в XVII веке работы по восстановлению и перестройке монастыря продолжались, в частности был построен дом аббата. В 1760 году резиденция аббата была перестроена в богато декорированный дворец.
В период Великой французской революции монастырь был закрыт и продан с аукциона. После ликвидации монастыря были уничтожены церковь и все прочие постройки, кроме аббатской резиденции. Поскольку с этого момента ничто не напоминало о монастырском прошлом строения, с начала XIX века за ним закрепился термин «шато (имение) Ла-Ферте» (Château de la Ferté). Имение находится в частной собственности. Существует возможность посещения с организованными экскурсиями.